# Magoriapitse
Magoriapitse is een dorp in het district Southern in Botswana. De plaats telt 846 inwoners (2011).